# The Dive from Clausen's Pier
The Dive from Clausen's Pier (bra: Mergulho no Escuro) é um telefilme norte-americano de 2005, dirigido por Harry Winer para o canal Lifetime, com roteiro de John Wierick baseado em romance de Ann Packer.
Muitos dos personagens do filme estão no final da adolescência ou início dos vinte anos, enquanto no livro são muito mais velhos. O filme também termina com um tom ligeiramente mais otimista do que o romance original.

## Sinopse
Carrie é uma jovem que estava pronta para romper o seu noivado, quando seu namorado Mike sofre um grave acidente, que o deixa tetraplégico. Algum tempo depois, Carrie, que já não o amava mais, decide deixá-lo em plena recuperação para tentar a carreira de design de moda, em uma faculdade de Nova York. Quando percebe que às vezes precisa deixar alguém, para perceber que precisa desta pessoa.

## Elenco
- Michelle Trachtenberg .... Carrie Bell
- Will Estes .... Mike Mayer
- Sean Maher .... Kilroy
- Matthew Edison .... Simon
- Kristin Fairlie .... Jamie
- Dylan Taylor .... Rooster
- Diana Reis .... Sra. Mayer
- John Dartt .... Sr. Mayer
- Janet Land .... Sra. Bell
- John Beale .... Viktor
- Susie Counsel .... Christine
- David Christoffel .... Dr. Boddicker
- Douglas Robertson .... John Jr.
- Corey Turner .... Stu

## Prêmios e indicações
O filme recebeu uma indicação ao Primetime Emmy Awards, na categoria "Outstanding Music Composition for a Miniseries, Movie or a Special (Original Dramatic Score)", para o compositor e maestro Bruce Broughton.[carece de fontes?]